# Leonid Voișin-Murdas-Jilinski
Leonid Voișin-Murdas-Jilinski (în rusă Леонид Войшин-Мурдас-Жилинский; n. 1 iunie 1861, Mănoilești, gubernia Basarabia, Imperiul Rus – d. 23 februarie 1924, Nijni Novgorod, RSFS Rusă, URSS) a fost un nobil basarabean și militar țarist rus, participant la Războiul ruso-japonez (1904-1905).

## Biografie
S-a născut în satul Mănoilești (acum în raionul Ungheni, Republica Moldova) din ținutul Chișinău, gubernia Basarabia (Imperiul Rus) într-o familie de nobili. A studiat la cel de-al 2-lea gimnaziu militar din Sankt Petersburg. În 1878 a intrat în prima școală militară „Pavlovskoe”, pe care a absolvit-o în 1880 ca ofițer de gradul I în cea de-a 26-a brigadă de artilerie. În 1881 a devenit locotenent secundar, iar în 1885, locotenent. În 1886 a absolvit Academia Statului Major din Nikolaev.
În perioada anilor 1886-1900 a ocupat diferite posturi (adjutant principal al cartierului general al Diviziei 27 Infanterie, Ofițer-șef pentru misiuni speciale la sediul districtului militar, adjutant principal al sediului districtului militar Vilna, șef al deplasării trupelor pe calea ferată și pe căile navigabile din districtul Vilna, șef de batalion în Regimentul 107 Infanterie „Troitsk”) în cadrul districtului militar din Vilna. În anii 1887-1895, a predat administrație, topografie și tactică la școala de cadeți de infanterie din Vilna. În 1888 a fost ridicat în rang de căpitan. În 1889-1890, a servit în Regimentul 105 Infanterie din Orenburg. În 1893 a devenit locotenent-colonel.
În 1900-1904 a fost Șeful școlii de cadeți de infanterie din Vilna. În anii 1904-1905 a participat la războiul ruso-japonez, fiind șef de comunicații militare al Armatei a 2-a mancuriene.
În 1906-1917 a fost director al corpului de cadeți din Nijni Novgorod. În 1911 a fost ridicat în rang de locotenent-general.
În toamna anului 1919, în timpului Războiului Civil Rus, el și fratele său au fost arestați de organul Ceka din Nijni Novgorod, după o serie de interogatorii și confiscarea parțială a bunurilor, ambii au fost eliberați.
În perioada 1919-1922 a fost profesor privat de topografie militară al celei de-a 2-a Școli de infanterie din Nijni Novgorod și la școli regimentale și cursuri de instructori temporari, precum și la Institutul Pedagogic.
A murit la Nijni Novgorod în 1924. A fost înmormântat în cimitirul luteran din oraș.

## Distincții
- 1891: Ordinul „Sf. Stanislav”, gradul III
- 1895: Ordinul „Sf. Ana”, gradul III
- 1901: Ordinul „Sf. Stanislav”, gradul II
- 1904: Ordinul „Sf. Ana”, gradul II
- 1905: Ordinul „Sf. Stanislav”, cu săbii
- 1905: Ordinul „Sf. Vladimir”, gradul III
- 1909: Ordinul „Sf. Ana”
- 1913: Ordinul „Sf. Vladimir”, gradul II